# 第二京仁高速公路
第二京仁高速公路（：／ Je I Gyeongin gosokdoro */?），是連接韓國仁川廣域市中區和京畿道城南市的一條高速公路，長約70公里。

## 興建歷史
1994年開始分階段通車，2009年10月18日仁川大橋通車。

## 2022年12月火災爆炸事故
2022年12月29日下午，在京畿道果川市的路段發生重大事故，一輛巴士與大貨車相撞後爆炸起火，火勢延燒到隔音隧道頂部，造成5死40傷與44輛車被燒毀。